# Facundo Arana
Jorge Facundo Arana Tagle (Buenos Aires, 1972. március 31. –) argentin színész.

## Élete
Facundo Arana az anyja, Matilde von Bernard révén német nemesi családból származik. Apja ügyvéd volt. A szülei egy madridi elit iskolába járatták. 17 évesen, amikor nyirokmirigyrákban szenvedett, kemo- és sugárkezelésekre járt, de leküzdötte a halálos kórt.
Sokadik meghallgatás után megkapta Ivo di Carlo szerepét a Vad angyal című telenovellában, ezzel Argentína legnagyobb exportcikke lett. Ezt a sorozatot rengeteg országban vetítették, köztük Magyarországon is, ahol először a TV2 kereskedelmi csatorna mutatta be. Izraelben megválasztották az ország legszexibb férfijának. Ekkor már négy éve járt kedvesével, Isabel Macedo színésznővel. Szabadidejében kedvencével sétál a tengerparton (pampa, a kuvasz) vagy meglovagolja a hullámokat. Miután 2006-ban szakítottak Isabellel, megismerkedett a modell-műsorvezető Maria Susini-val, akit 2012.december 20-án feleségül vett. 3 gyermekük van. Kislányuk, India  2008-ban, még iker fiaik, Yaco és Moro 2009-ben születtek.

## Sorozatai
| Év   | Cím                       | Magyar cím        | Szerepnév                   | Magyar hang    |
| ---- | ------------------------- | ----------------- | --------------------------- | -------------- |
| 1993 | Canto Rodado              |                   | Ramiro                      |                |
| 1993 | La flaca escopeta         |                   | Facundo                     |                |
| 1994 | Alta Comedia              |                   |                             |                |
| 1994 | Marco El candidato        |                   | Willy Cassirone             |                |
| 1994 | Perla Negra               | Fekete gyöngy     | Leonardo Bastidas           |                |
| 1995 | Montaña Rusa, Otra Vuelta | Willy             |                             |                |
| 1996 | Sueltos                   |                   | Ignacio                     |                |
| 1996 | Zingara                   |                   | Rodolfo "Rudy" Moretti      |                |
| 1997 | El Rafa                   |                   |                             |                |
| 1997 | Chiquititas               |                   | Alejo / Manuel Méndez Ayala |                |
| 1999 | Muñeca Brava              | Vad angyal        | Ivo Di Carlo                | Czvetkó Sándor |
| 1999 | Buenos Vecinos            |                   | Diego Pinillos              |                |
| 2001 | Tiempo Final              |                   | Pablo                       |                |
| 2001 | Yago, Pasión Morena       | Yago              | Yago Valdez                 | Czvetkó Sándor |
| 2002 | 099 Central               |                   | Tomás Ledesma               |                |
| 2004 | Padre Coraje              | A bátor Juan atya | Padre Coraje                | Hanyecz Róbert |
| 2006 | Sos mi vida               | Te vagy az életem | Martin Quesada              | Gáspár András  |
| 2008 | Vidas Robadas             |                   | Bautista Amaya              |                |
| 2011 | Cuando me sonreis         | Mosolyt kérek     | Gaston Murfi                | Czvetkó Sándor |
| 2013 | Farsantes                 |                   | Alberto Marini              |                |

## Fordítás
- Ez a szócikk részben vagy egészben  a   Facundo Arana című angol Wikipédia-szócikk fordításán alapul.  Az eredeti cikk szerkesztőit annak laptörténete sorolja fel. Ez a jelzés csupán a megfogalmazás eredetét és a szerzői jogokat jelzi, nem szolgál a cikkben szereplő információk forrásmegjelöléseként.